# Lijst van voetbalinterlands Australië - Portugal (vrouwen)
Deze lijst van voetbalinterlands is een overzicht van alle officiële voetbalinterlands tussen de nationale vrouwenteams van Australië en Portugal. De landen hebben tot nu toe vier keer tegen elkaar gespeeld.

## Wedstrijden
| № | Plaats    | Datum         | Competitie        | Wedstrijd            | Uitslag |
| - | --------- | ------------- | ----------------- | -------------------- | ------- |
| 1 | Olhão     | 16 maart 1999 | Algarve Cup       | Portugal − Australië | 0 − 0   |
| 2 | Faro      | 2 maart 2018  | Algarve Cup       | Portugal − Australië | 0 − 0   |
| 3 | Albufeira | 7 maart 2018  | Algarve Cup       | Australië − Portugal | 1 − 2   |
| 4 | Estoril   | 28 juni 2022  | Vriendschappelijk | Portugal − Australië | 1 − 1   |

## Samenvatting
| Competitie        | Totaal gespeeld | Winst Australië | Gelijk | Winst Portugal | Doelsaldo Australië – Portugal |
| ----------------- | --------------- | --------------- | ------ | -------------- | ------------------------------ |
| Algarve Cup       | 3               | 0               | 2      | 1              | 1 − 2                          |
| Vriendschappelijk | 1               | 0               | 1      | 0              | 1 − 1                          |
| Totaal            | 4               | 0               | 3      | 1              | 2 − 3                          |

FFA · A-internationals · Australisch mannenelftal
1975 – 1989 · 1990 – 1999 · 2000 – 2009 · 2010 – 2019 · 2020 – 2029
Amerikaans-Samoa ·
Argentinië ·
België ·
Brazilië ·
Canada ·
Chili ·
China ·
Colombia ·
Cookeilanden ·
Denemarken ·
Duitsland ·
Engeland ·
Equatoriaal-Guinea ·
Estland ·
Fiji ·
Filipijnen ·
Finland ·
Frankrijk ·
Ghana ·
Griekenland ·
Haïti ·
Hongarije ·
Hongkong ·
Ierland ·
Indonesië ·
Iran ·
Italië ·
Jamaica ·
Japan ·
Jordanië ·
Maleisië ·
Mexico ·
Myanmar ·
Nederland ·
Nieuw-Caledonië ·
Nieuw-Zeeland ·
Nigeria ·
Noord-Korea ·
Noorwegen ·
Oezbekistan ·
Oostenrijk ·
Papoea-Nieuw-Guinea ·
Portugal ·
Rusland ·
Samoa ·
Schotland ·
Singapore ·
Spanje ·
Taiwan ·
Thailand ·
Tsjechië ·
Verenigde Staten ·
Vietnam ·
Zambia ·
Zimbabwe ·
Zuid-Afrika ·
Zuid-Korea ·
Zweden ·
Zwitserland